# Сімаки (Україна)
Сімаки́ —  село в Україні, в Лубенському районі Полтавської області. Населення становить 165 осіб. Входить до складу Гребінківської міської громади. 

## Географія
Село Сімаки знаходиться на лівому березі річки Сліпорід, вище за течією примикає село Високе, нижче за течією на відстані 1 км розташоване село Лазірки), на протилежному березі - село Олександрівка. По селу протікає пересихаючий струмок з загатою. Поруч проходить залізниця, станції Лазірки та Платформа 143 км за 1,5 км.

## Історія
Сімаки (Сьомаки, Сюмаки) були засновані Боярськими, мабуть, одночасно з Новосільцем (Павлівкою). В 1781 р. тут мешкало уже 114 чол. обох статей, більше ніж в х. Павлівці на цей час, але, в 1795 р. при розподілі маєтностей І. М. Боярського між дітьми багато селян із Сімаків було переселено в інші маєтності.
За часів кріпацтва селяни відробляли панщину три дні на тиждень. Крім панщини, існував натуральний податок: селяни повинні були віддавати пану половину річного приплоду гусят, качат і курчат (і не менше десятка), а також по десятку яєць до Великодня і Різдва.
Цей особливий натуральний податок зовсім невідомий в східній окраїні Лубенського повіту, а зустрічався в Самборі Прилуцького полку, в Подольській губернії, Галичині, Буковині і в Україні за польського панування.
В 1861 році кріпацтво було скасовано. Автор праці «Средняя Лубенщина» записав легенду, що ходила серед селян Сімаків про те, як це тут відбувалося: «Вийшов снітинський Андрєєв (мировий суддя - Прим, авт.) і вичитав волю.
Пан і пані заплакали і сказали людям: «Кушайте тепер і яйця, і кури самі...».
І далі автор продовжує: «Впрочем, экономическое положение крестьян мало улучшилось с отменой крепостного права. Они взяли малый надел (67,8 десятины земли на 68 ревизских душ) и были отрезаны от воды, а когда имения Рудановских достались еврею Лимбергу, то ато положение еще ухудшилось...
«Ніде й сорочки вимить - говорят крестьянки, - жидові одробляєм за воду».
В цей час тут було 20 дворів (господарств), в тім числі: городників - 1, піших - 15, тяглих - 4. Були прізвища господарів: Войтенки, Запари, Оболонські і ін.
Нова вулиця, яка була забудована після Великої Вітчизняної війни, називається Новоселівкою.